# Clay Center (Kansas)
Clay Center è un comune degli Stati Uniti d'America, situato nello Stato del Kansas, nella contea di Clay, della quale è anche il capoluogo.